# Federico Lehnhoff
Federico Lehnhoff (1871-1932), de nombres completos Friedrich Karl Lehnhoff Wyld, fue un médico (catedrático y neurocirujano), científico, inventor, músico (pianista y compositor), y políglota germano-guatemalteco. Fue el inventor de lo que conocemos hoy en día como café soluble o instantáneo café soluble, desarrolló el antibiótico Sulfarsenol y trabajó sobre la proyección cinematográfica. 
El Dr. Federico Lehnhoff fue un hombre de creatividad poco común, poseedor de una cultura excepcionalmente amplia y profunda, que dominaba cuatro idiomas. Pianista consumado, fue jurado en certámenes nacionales de composición musical (1905). Por sus méritos científicos y sus inventos obtuvo numerosas distinciones, incluyendo diversas medallas en exposiciones universales y la condecoración de Caballero de la Legión de Honor del gobierno francés.

## Biografía
Nació en la ciudad de Guatemala el 9 de mayo de 1871, hijo del matrimonio del cónsul imperial Edward Christian Bernhard Lehnhoff y Dolores Wyld Quiñónez. De niño fue enviado a Dresden, Alemania, donde obtuvo su educación primaria y secundaria. Culminada su formación media se matriculó en la Facultad de Medicina en la Universidad de Berlín, donde obtuvo su doctorado con honores. Regresó a Guatemala en 1893, donde sus títulos académicos fueron revalidados y reconocidos por la Universidad de San Carlos. Aquí fue nombrado catedrático, enseñando cirugía e implementando nuevas metodologías neuroquirúrgicas. A principios del siglo XIX contrajo nupcias con Isabel Wyld Viteri, con quien procrearía cuatro hijos: Marta (muerta al nacer), Federico (“Fred“), Concepción (“Conchita“) e Isabel (“Lisbeth“). Por un tiempo la pareja residió en San Francisco, California, donde el Dr. Lehnhoff realizó estudios de cirugía maxilar y reconstrucción facial.
En casa de los Lehnhoff en París y Saint-Cloud, donde también vivía el pianista y compositor Alfredo Wyld, hermano de Isabel, se daban cita grandes músicos, artistas y otras personalidades de la élite cultural.
Falleció en Niza el 8 de diciembre de 1932 a los 61 años de edad, y sus restos mortales yacen en el cementerio de Boulogne.

## Vida profesional

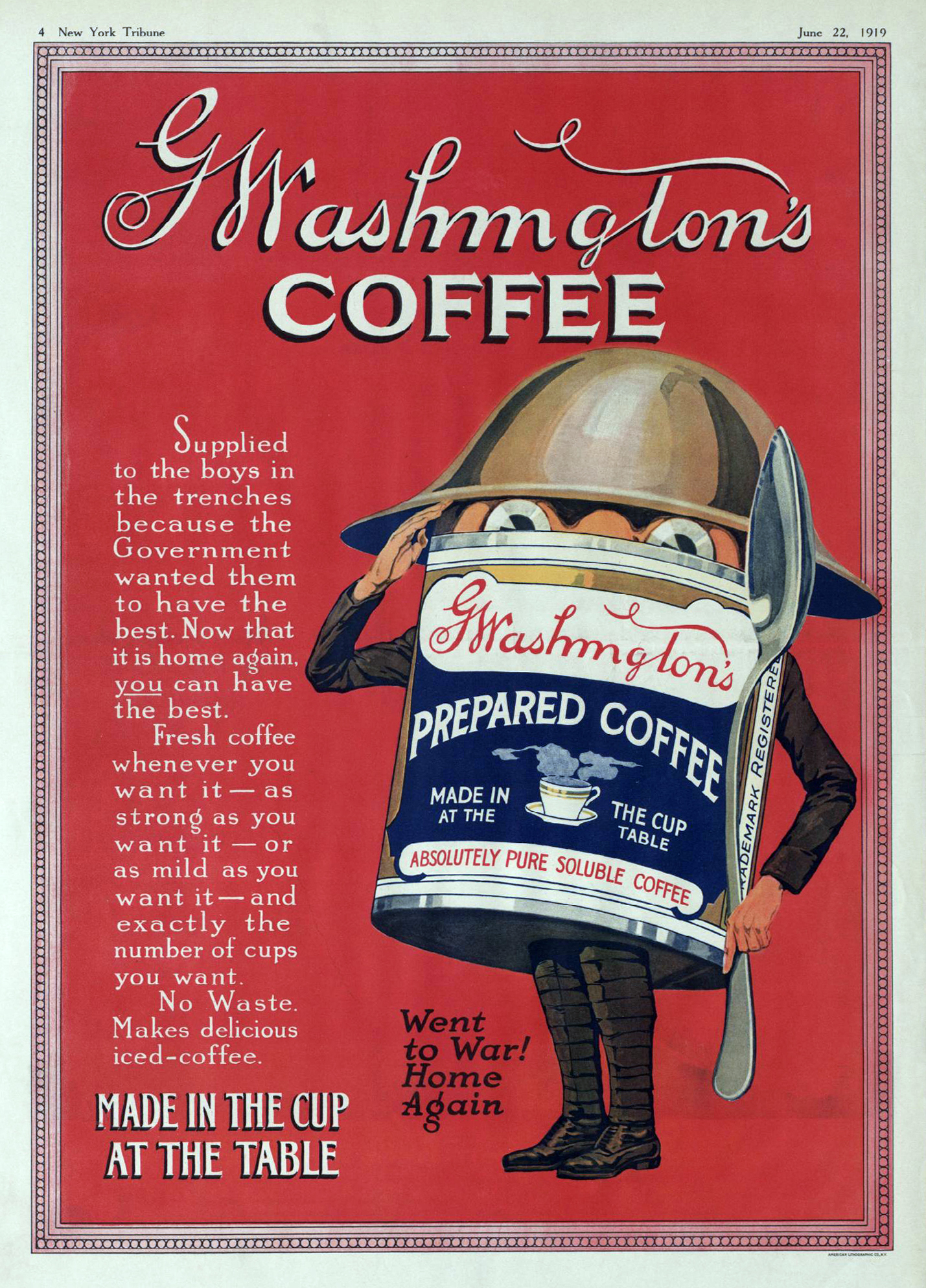
Aviso publicado en Tribune de Nueva York, el 22 de junio de 1919.

En 1909 descubrió que el café al evaporarse dejaba un residuo en el fondo del recipiente; añadiendo nuevamente agua caliente se volvía a obtener la bebida. A partir de entonces el Dr. Lehnhoff desarrolló un procedimiento industrial para la deshidratación del café, reduciéndolo a un polvo soluble en agua. A finales de 1911 el Dr. Lehnhoff se asoció con Eduardo Tallien de Cabarrús y estableció la sociedad comercial denominada “Lehnhoff, Cabarrús y Cía. Ltda”. Fue a través de esta empresa que patentó el “Café Soluble” en Europa y los Estados Unidos. Poco después estableció la “Société du Café Soluble Belna” cuya denominación estaba compuesta por las últimas sílabas de los nombres de las esposas de los socios, Isabel y Susana. El producto tenía tal nivel de calidad que fue distinguido con medalla de oro en la Exposición Universal de Gante, Bélgica. Durante varios años la producción de café soluble fue sumamente exitosa. 
La bonanza de la empresa “Belna” duró varios años hasta que tuvo que clausurarse por falta de materia prima, factor adverso precipitado por la conflagración mundial. 
Hacia finales de la guerra el Dr. Lehnhoff se desempeñó como cirujano y director del Hospital San Juan de la Luz en Biarritz, donde puso en práctica sus conocimientos de cirugía reconstructiva. Posteriormente volvió a París, donde fundó un laboratorio bioquímico. Aquí desarrolló el Sulfarsenol, el cual formó la base para numerosos antibióticos que vinieron a iniciar una nueva era en la farmacología y la medicina. 
Durante sus últimos años el polifacético científico trabajó también en el desarrollo de la proyección cinematográfica de grandes dimensiones.

### notas
1. ↑  Kraig, 2013, p. 442.